# Inspektorat Graniczny nr 16
Inspektorat Graniczny nr 16 – jednostka organizacyjna Straży Granicznej pełniąca służbę ochronną na granicy polsko-niemieckiej i na   granicy polsko-czechosłowackiej w latach 1928–1939.

## Geneza,
Początek działalności Straży Celnej na Śląsku datuje się na dzień 15 czerwca 1922 roku. W tym dniu polscy strażnicy celni w zielonych mundurach i rogatywkach wkroczyli na ziemie przyznane Polsce. W nocy z 16 na 19 czerwca 1922 objęli straż na powierzonych im odcinkach. Inspektorat Straży Celnej „Rybnik” rozpoczął urzędowanie w Rybniku w drugiej połowie lipca 1922 roku. Podporządkowany był bezpośrednio Dyrekcji Ceł Mysłowice. Pierwsza siedziba Inspektoratu mieściła się w budynku szkoły ewangelickiej. Inspektorat ochraniał wtedy odcinek graniczny od placówki SC „Ruptawa” na granicy polsko-czeskiej, do placówki SC „Karol Emanuel” na granicy polsko-niemieckiej. 1 listopada 1924 roku biura inspektoratu przeniesione zostały do „Sierocińca”, a z dniem 20 kwietnia 1926 przeniesiono je do budynku prywatnego przy ulicy Koziegłowy 7.
W 1927 roku weszła w życie nowa organizacja Straży Celnej. Inspektorat SC „Rybnik” wszedł w podporządkowanie Śląskiego Inspektoratu Okręgowego w Katowicach z siedzibą w Mysłowicach.
W styczniu 1928 roku nastąpiła reorganizacja inspektoratu. Pododcinek komisariatu „Bielszowice” i placówka „Przyszowice“ z komisariatu „Knurów” została przekazana do IG „Piaśniki”. W zamian za to inspektorat „Rybnik” przyjął pododcinek komisariatu „Zebrzydowice” od kamienia nr XXX/1 do kamienia nr 12. Zlikwidowany został komisariat „Moszczenica” i „Lyski“. 
Kierownicy/komendanci inspektoratu
| stopień          | imię i nazwisko    | okres pełnienia służby     | kolejne stanowisko                |
| ---------------- | ------------------ | -------------------------- | --------------------------------- |
| komisarz         | Alfons Hess        | VI 1922 – 6 VIII 1922      | zastępca kierownika               |
| komisarz         | Antoni Póltorak    | 6 VIII 1922 –15 VIII 1926  | kierownik Inspektoratu SC „Dukla” |
| komisarz         | Longin Pytlasiński | 15 VIII 1926 – 30 XII 1927 | zwolniony ze SC                   |
| starszy komisarz | Józef Krzemieński  | 1 I 1928 – 4 V 1928        | kierownik komisariatu „Kornowac”  |

Struktura organizacyjna IC
- komisariat Straży Celnej „Moszczenica”[e].
- komisariat Straży Celnej „Gorzyce”
- komisariat Straży Celnej „Lubomia”
- komisariat Straży Celnej „Lyski”[f].[g]
- komisariat Straży Celnej „Rybnik”
- komisariat Straży Celnej „Knurów”
- komisariat Straży Celnej „Bielszowice”

## Formowanie i zmiany organizacyjne
Rozporządzeniem Prezydenta Rzeczypospolitej Polskiej Ignacego Mościckiego z 22 marca 1928 roku, do ochrony północnej, zachodniej i południowej granicy państwa, a w szczególności do ich ochrony celnej, powoływano z dniem 2 kwietnia 1928 roku  Straż Graniczną.
Rozkazem nr 4 z 30 kwietnia 1928 roku w sprawach organizacji Śląskiego Inspektoratu Okręgowego dowódca Straży Granicznej gen. bryg. Stefan Pasławski zatwierdził dyslokację, granice i strukturę inspektoratu granicznego nr 16 „Rybnik”.
Rozkazem nr 4 z 17 grudnia 1934 roku  w sprawach [...] zarządzeń organizacyjnych i zmian budżetowych, dowódca Straży Granicznej płk Jan Jur-Gorzechowski wyłączył komisariat „Knurów”  z Inspektoratu Granicznego „Wielkie Hajduki” i przydzielił do Inspektoratu Granicznego „Rybnik”.
Rozkazem nr 4 z 17 grudnia 1934 roku  w sprawach [...] zarządzeń organizacyjnych i zmian budżetowych, dowódca Straży Granicznej płk Jan Jur-Gorzechowski wyłączył komisariat „Zebrzydowice”  z Inspektoratu Granicznego „Rybnik” i przydzielił do Inspektoratu Granicznego „Bielsko”.
Rozkazem nr 2 z 8 września 1938 roku w sprawie terminologii odnośnie władz i jednostek organizacyjnych formacji, dowódca Straży Granicznej płk Jan Gorzechowski nakazał zmienić nazwę Inspektoratu Granicznego „Rybnik” na Obwód Straży Granicznej „Rybnik”.
Rozkazem nr 12 z 14 lipca 1939 roku w sprawie reorganizacji placówek II linii i posterunków wywiadowczych oraz obsady personalnej, komendant Straży Granicznej gen. bryg. Walerian Czuma przemianował posterunek SG „Rydułtowy” na placówkę II linii.
Rozkazem nr 12 z 14 lipca 1939 roku w sprawie reorganizacji placówek II linii i posterunków wywiadowczych oraz obsady personalnej, komendant Straży Granicznej gen. bryg. Walerian Czuma zniósł posterunek SG „Żory” i  „Wodzisław”.
Rozkazem nr 12 z 14 lipca 1939 roku w sprawie reorganizacji placówek II linii i posterunków wywiadowczych oraz obsady personalnej, komendant Straży Granicznej gen. bryg. Walerian Czuma wyłączył placówkę II linii „Gorzyce” z komisariatu „Lubomia” i przydzielił ją do Komendy Obwodu „Rybnik”.

## Służba graniczna
Dowódca Straży Granicznej gen. bryg. Stefan Pasławski swoim rozkazem nr 4 z 30 kwietnia 1928 roku w sprawach organizacji Śląskiego Inspektoratu Okręgowego określił granice inspektoratu granicznego: od północy: placówka Straży Granicznej „Przyszowice” wyłącznie, od południa: placówka Straży Granicznej „Pogwizdów” włącznie. Z dniem 1 marca 1928 roku nastąpiła zmiana lokalu inspektoratu z ulicy Koziegłowy na ulicę Wiejską 2 do budynku dzierżawionego od Mikołaja Niklasa. W 1935 roku inspektorat obejmował odcinek graniczny liczący 129 kilometrów 145 metrów od kamienia granicznego nr 214 na granicy polsko-niemieckiej do kamienia nr 7 na granicy polsko-czeskiej. Biura inspektoratu mieściły się w budynku dzierżawionym od Antoniego Stokłosy przy ulicy Pocztowej 1. Na wyposażeniu był jeden samochód, cztery motocykle, dwa konie i pięć rowerów. Z dniem 1 sierpnia 1931 roku inspektorat po raz piąty zmienił swoją siedzibę  z budynku przy ulicy Wiejskiej do budynku Antoniego Stokłosy przy ulicy Pocztowej 1 (Grażyńskiego 1).
Sąsiednie inspektoraty
- Inspektorat Graniczny „Huta Królewska” ⇔ Inspektorat Graniczny „Biała”− 1928

## Kierownicy/komendanci inspektoratu
| stopień             | imię i nazwisko  | okres pełnienia służby   | kolejne stanowisko |
| ------------------- | ---------------- | ------------------------ | ------------------ |
| starszy komisarz SC | Stanisław Matera | 4 V 1928 – 1 V 1929      | do sztabu ŚIO      |
| inspektor           | Jan Łabiński     | 1 V 1929 – 31 I 1931     | stan nieczynny     |
| nadkomisarz         | Wiktor Skrzypek  | 28 II 1931 – był XI 1937 |                    |

## Struktura organizacyjna
Organizacja inspektoratu w 1928:
- komenda − Rybnik
- komisariat Straży Granicznej „Rybnik”
- komisariat Straży Granicznej „Kornowac”
- komisariat Straży Granicznej „Gorzyce”
- komisariat Straży Granicznej „Zebrzydowice”

Organizacja inspektoratu w listopadzie 1929:
- komenda − Rybnik
- 1/16 komisariat Straży Granicznej „Rybnik”
- 2/16 komisariat Straży Granicznej „Kornowac”
- 3/16 komisariat Straży Granicznej „Gorzyce”
- 4/16 komisariat Straży Granicznej „Zebrzydowice”

Organizacja inspektoratu w 1935
- komenda − Rybnik
- komisariat Straży Granicznej „Knurów”
- komisariat Straży Granicznej „Rybnik”
- komisariat Straży Granicznej „Lubomia”
- komisariat Straży Granicznej „Gorzyce”